# Papa malgré lui
Pour plus de détails, voir Fiche technique et Distribution.
Papa malgré lui est un téléfilm français réalisé par Chris Briant d'après un scénario de Christelle Parlanti et Daive Cohen.
Cette fiction est une coproduction de Making Prod et Troisième Œil Productions pour TF1.

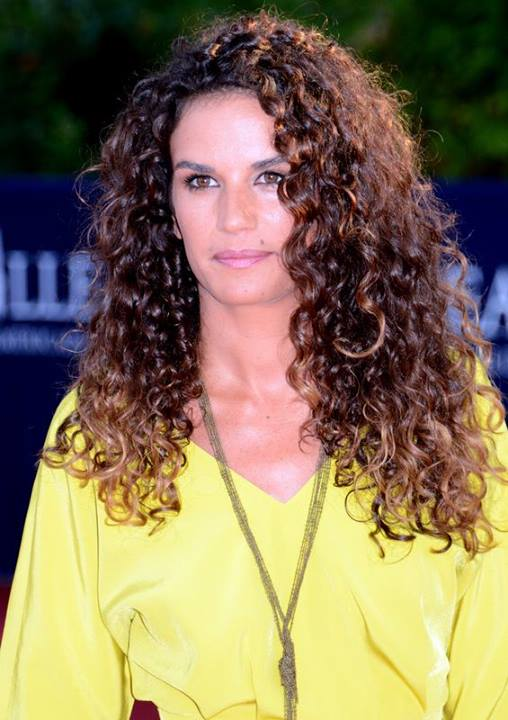
Barbara Cabrita.

## Fiche technique
Sauf indication contraire, les informations mentionnées dans cette section peuvent être confirmées par les bases de données cinématographiques  présentes dans la section « Liens externes ».
- Titre français : Papa malgré lui
- Réalisation : Chris Briant[1],[2]
- Scénario : Christelle Parlanti et Daive Cohen[1],[2]
- Photographie : Olivier Guerbois
- Production : Pauline Chapatte et Stéphane Drouet
- Sociétés de production : Making Prod et Troisième Œil Productions[1],[3],[2]
- Pays de production :  France
- Langue originale : français
- Format : couleur
- Genre : comédie
- Durée : 2 × 45 minutes[1],[2]
- Dates de première diffusion :

## Distribution
- Arnaud Ducret : Alex
- Lara Tavella : Manon, la fille d'Alex
- Barbara Cabrita : Ana
- Maud Baecker : Cécilia
- Élodie Poux : la proviseure
- Yara Charry : Julie
- Daisy Freyja : Daisy

## Production

### Genèse et développement
Cette fiction est une coproduction de Making Prod et Troisième Œil Productions pour TF1,,,.
Le scénario est de la main de Christelle Parlanti et Daive Cohen, et la réalisation est assurée par Chris Briant,,.
La production est assurée par Pauline Chapatte et Stéphane Drouet.

### Tournage
Le tournage a lieu à partir du 17 juillet 2025 à Paris,,.